# Martín Miguel de Güemes
Martín Miguel Juan de Mata Güemes Montero Goyechea y la Corte (Salta, Virreinato del Río de la Plata, 8 de febrero de 1785 - Cañada de la Horqueta, Salta, Provincias Unidas del Río de la Plata, 17 de junio de 1821), conocido como Martín Miguel de Güemes, fue un militar y político argentino que cumplió una destacada actuación en la guerra de Independencia de la Argentina. Durante siete años (1814-1821) fue el primer gobernador de la provincia de Salta, antes de la declaración de las autonomías provinciales de Jujuy, Tarija y Puna de Atacama, jurisdicciones que comprendía. Su carrera militar inició con las invasiones inglesas, luego fue uno de los oficiales del Ejército del Norte, al mando de Belgrano. Comisionado San Martín a combatir en Perú con el Ejército de los Andes, lo nombró General en Jefe del Ejército de Observación a cargo de la defensa y contención de los realistas en el noroeste argentino y el Alto Perú. Libró allí la conocida Guerra gaucha, deteniendo seis invasiones del ejército español, conservando el resto del actual territorio argentino libre de invasores realistas. Libró numerosas batallas con recursos económicos locales, y recurriendo a gauchos y patricios de Salta, Jujuy y Tarija. Es el máximo prócer de la historia de la provincia de Salta, y uno de los tres próceres a nivel nacional honrados con un día feriado en su homenaje, dada su actuación en la guerra de la Independencia de las Provincias Unidas del Río de la Plata.

## Familia e infancia

Escudo de armas de la familia Güemes.

Se crio en una familia acomodada. Su padre, español, Gabriel de Güemes Montero (Abionzo, en la región española de Cantabria; 21 de mayo de 1748), era un hombre ilustrado y fue designado Tesorero de la Real Hacienda en la Intendencia de Salta del Tucumán, a instancia de los Infinitos, familia jujeña a la que pertenecía su esposa.
Su madre, María Magdalena de Goyechea y de la Corte, era de origen jujeño y perteneciente al llamado Clan de los Infinitos, que detentaba y otorgaba cargos políticos y amplias posesiones y encomiendas en territorio jujeño. Descendía además del fundador de San Salvador de Jujuy, Francisco de Argañaraz y Murguía, de ascendencia vasca.Se la conoció con el apelativo de "La Tesorera" y su apoyo en recursos políticos, humanos y económicos fue de gran importancia para su hijo y para la Guerra Gaucha. 
En cuanto al su nombre, fue bautizado con tres: era Martín Miguel Juan de Mata, este último en honor a un santo francés del siglo XII, y no formaba parte del apellido o patronímico paterno, que era de Güemes Montero.

## Inicios de su carrera militar
Martin Miguel de Güemes fue un militar de carrera, no solamente un líder rural de milicias gauchas o montoneras, como algunos sostienen en demérito de su figura. Su táctica y estrategia militar se mostró exitosa en regiones montañosas y manejo de la caballería, muy distinta a la europea de "combate regular" en llanura que manejaban los ejércitos realistas y los militares porteños. En ese sentido las milicias gauchas del Norte Argentino, conocedoras del terreno y de las sendas, se mostraron especialmente idóneas. 
A los catorce años de edad Martín Miguel de Güemes se enroló en el Regimiento Fijo de Infantería, cuyo cuartel central estaba en Buenos Aires pero tenía un destacamento en Salta desde 1781.
En 1805 fue enviado con su regimiento a Buenos Aires, ya que el Virrey del Río de la Plata, Rafael de Sobremonte, temía un ataque inglés, dónde tuvo una destacada actuación. 
Durante la primera de las invasiones inglesas al Virreinato del Río de la Plata, en 1806, Güemes participó en la Reconquista de Buenos Aires, donde protagonizó una curiosa hazaña: al ver que el barco inglés Justine había encallado por una bajante repentina del río, dirigió una carga de caballería y lo abordó. Fue una de las muy pocas veces en que un buque de guerra fue capturado por una partida de caballería. 
Al año siguiente, luchó también en la Defensa de la ciudad frente a la Segunda Invasión Inglesa, en 1807. Después del rechazo, Güemes cayó enfermo y en noviembre murió su padre. Ambas circunstancias hicieron que pidiera el traslado a Salta, lo que le fuera concedido el 10 de marzo de 1808. 
El 5 de diciembre de 1808 figuraba en Salta como parte del Regimiento de Infantería y teniente del Cuerpo de Granaderos del virrey Liniers, creado durante las invasiones inglesas.
El rechazo en el puerto de las invasiones inglesas, donde fue fundamental el rol de la población además del militar, sin duda le fue de provecho para resistir las seis invasiones realistas que entre 1814 y 1821 —en un campo de batalla mucho más amplio y sostenido en el tiempo— supo rechazar en los territorios de Salta, Jujuy y Tarija. 

## Primera campaña al Alto Perú
Después del estallido de la Revolución de Mayo de 1810, la Primera Junta surgida en Buenos Aires envió rápido la Primera expedición auxiliadora al Alto Perú. 
Güemes, como integrante del Ejército del Norte y militar de carrera, fue puesto por el general Manuel Belgrano al mando de una vanguardia en la Quebrada de Humahuaca (en la actual Jujuy) y en los valles de Tarija y Lípez (actual territorio de Bolivia), impidiendo la comunicación entre los contrarrevolucionarios y los realistas altoperuanos. En el triunfo de los patriotas en la batalla de Suipacha, librada el 7 de noviembre de 1810, la participación del entonces capitán Güemes fue decisiva. 
Permaneció en la zona de la Quebrada hasta después de la derrota del Ejército del Norte en la Batalla de Huaqui, el 19 de junio de 1811, y asistió la retirada de los patriotas asegurando Jujuy y Salta. Allí comenzó su famosa guerra de recursos, con la que retrasaría el avance de los invasores españoles. 
Güemes y los regimientos a su cargo, siguiendo órdenes del general Juan Martín de Pueyrredón, comandante del Ejército del Norte, el 18 de enero de 1812 recuperaron Tarija. La ciudad había caído en poder de los partidarios del virrey del Perú, José Fernando de Abascal. Asegurada la plaza tarijeña para las fuerzas patriotas, se reintegró al Ejército con un botín de 300 hombres, 500 fusiles y dos cañones tomados del ejército realista, y fueron obligados a retirarse hasta San Salvador de Jujuy debido al avance de las tropas realistas comandadas por José Manuel de Goyeneche, conde de Guaqui, que superaban ampliamente en número al Ejército de las Provincias Unidas del Río de la Plata.

## Traslado a Buenos Aires
En febrero de 1812, Manuel Belgrano fue nombrado por el Primer Triunvirato jefe del Ejército del Norte en reemplazo del general Pueyrredón. Güemes y otros oficiales, como Luis Burela y Apolinario Saravia, llevaron adelante una guerra de recursos con los que retrasaron las avanzadas realistas. Este tiempo fue bien aprovechado por el general Belgrano, no solamente para cortar los recursos a las fuerzas españolas, sino también para preparar al Ejército del Norte con levas de hombres, caballería y hasta fabricación de pólvora y obuses. No obstante, recibió órdenes del Triunvirato y su ministro Bernardino Rivadavia, de retirarse hasta Córdoba. Comenzó su retirada ordenando el Éxodo Jujeño, dejando tierra arrasada a la llegada del grueso del Ejército Realista al mando del general Pío Tristán. Éste no le dio tiempo a evacuar la ciudad de Salta ni el Valle de Lerma, que fueron ocupados por los realistas.
Mientras tanto, Belgrano había ordenado el traslado de Güemes a Buenos Aires, y dispuso su integración al Estado Mayor General.
Varios dirigentes tucumanos, entre ellos Bernabé Aráoz, convencieron a Belgrano de desviarse hacia San Miguel de Tucumán, donde obtuvo la primera gran victoria de la causa patriótica en suelo argentino: la Batalla de Tucumán, en 1812, y de la batalla de Salta, de febrero de 1813, en que la totalidad del ejército enemigo se rindió al Ejército del Norte.
A raíz de la orden emitida por el gobierno de Buenos Aires y finalmente desobedecida por Belgrano, los oficiales salteños pudieron observar que los gobiernos de Buenos Aires estaban dispuestos a sacrificar inclusive una provincia para salvar su propia situación política. Desde entonces, sus lealtades estuvieron orientadas más hacia los jefes que operaban en el norte —como los generales Belgrano y San Martín cuando ocuparon la jefatura del Ejército del Norte. Apoyaría también a San Martín cuando éste planeó su «plan continental», que consistía en destruir el núcleo de la resistencia y las ofensivas realistas en Lima, atacándola desde Chile.

## Tercera campaña al Alto Perú e inicio de la Guerra Gaucha
Tras el fracaso de la segunda expedición auxiliadora al Alto Perú dirigida por Belgrano, Güemes fue ascendido a teniente coronel y enviado al norte, a incorporarse a las divisiones de caballería del Ejército del Norte en San Miguel de Tucumán. San Martín lo nombró al mando de la vanguardia, en reemplazo de Manuel Dorrego, quien había sido sancionado y desterrado por indisciplina. San Martín le encomendó el mando de la avanzada del río Pasaje o río Juramento, en Salta, donde el Ejército del Norte y todo su Estado Mayor, liderado por Belgrano, había jurado obediencia a la Asamblea del Año XIII y a la Bandera Nacional. Poco después, asumió también el mando de las partidas que operaban en el Valle de Lerma. De este modo iniciaba la Guerra Gaucha contra los realistas, ayudado por líderes patricios, regimientos de Patriotas, Pardos y Morenos, Dragones formados por Belgrano y gauchos de las provincias de Salta, Jujuy y Tarija como Luis Burela, Apolinario Saravia, José Ignacio Gorriti o Pablo Latorre.
Güemes se presentó en Salta como decidido partidario de la causa patriótica de las Provincias Unidas del Río de la Plata, pero con escasos recursos económicos suministrados por el Directorio porteño. Rechazó los avances del general Joaquín de la Pezuela —luego Virrey del Perú— y posibilitó el inicio de un nuevo avance, la llamada tercera expedición auxiliadora al Alto Perú. Bajo el mando del general José Rondeau, nuevo jefe del Ejército del Norte, Güemes tuvo un papel destacado en el triunfo de la batalla de Puesto del Marqués.
Por diferencias con Rondeau, las fuerzas de Güemes se retiraron a combatir en la Puna jujeña y el norte de Salta, mientras que el Ejército del Norte, avanzaron hacia el Alto Perú. Estas diferencias dejaron en difícil posición de recursos y comunicaciones al Ejército del Norte, que se mostró débil para combatir a los realistas. Al pasar por Jujuy, Güemes tomó el armamento que había dejado el Ejército del Norte en su avance.
Rondeau contaba con la ventaja de que el ejército realista había sido dividido en dos, y que la mayor parte había ido a enfrentar la rebelión del Cuzco de 1814; pero ésta fue derrotada rápidamente, por lo que debió enfrentar al grueso del ejército enemigo y fue derrotado en la batalla de Sipe Sipe, cerca de Cochabamba. Por otro lado, si bien la mayor parte de sus oficiales habían combatido a órdenes de Belgrano en el Alto Perú, algunos otros —y el propio Rondeau entre ellos— no tenían experiencia ni estaban formados para librar batallas en zona montañosa y con quebradas; las tácticas europeas de lucha convencional de llanura no fueron efectivas para el Ejército del Norte.

## Gobernador de Salta

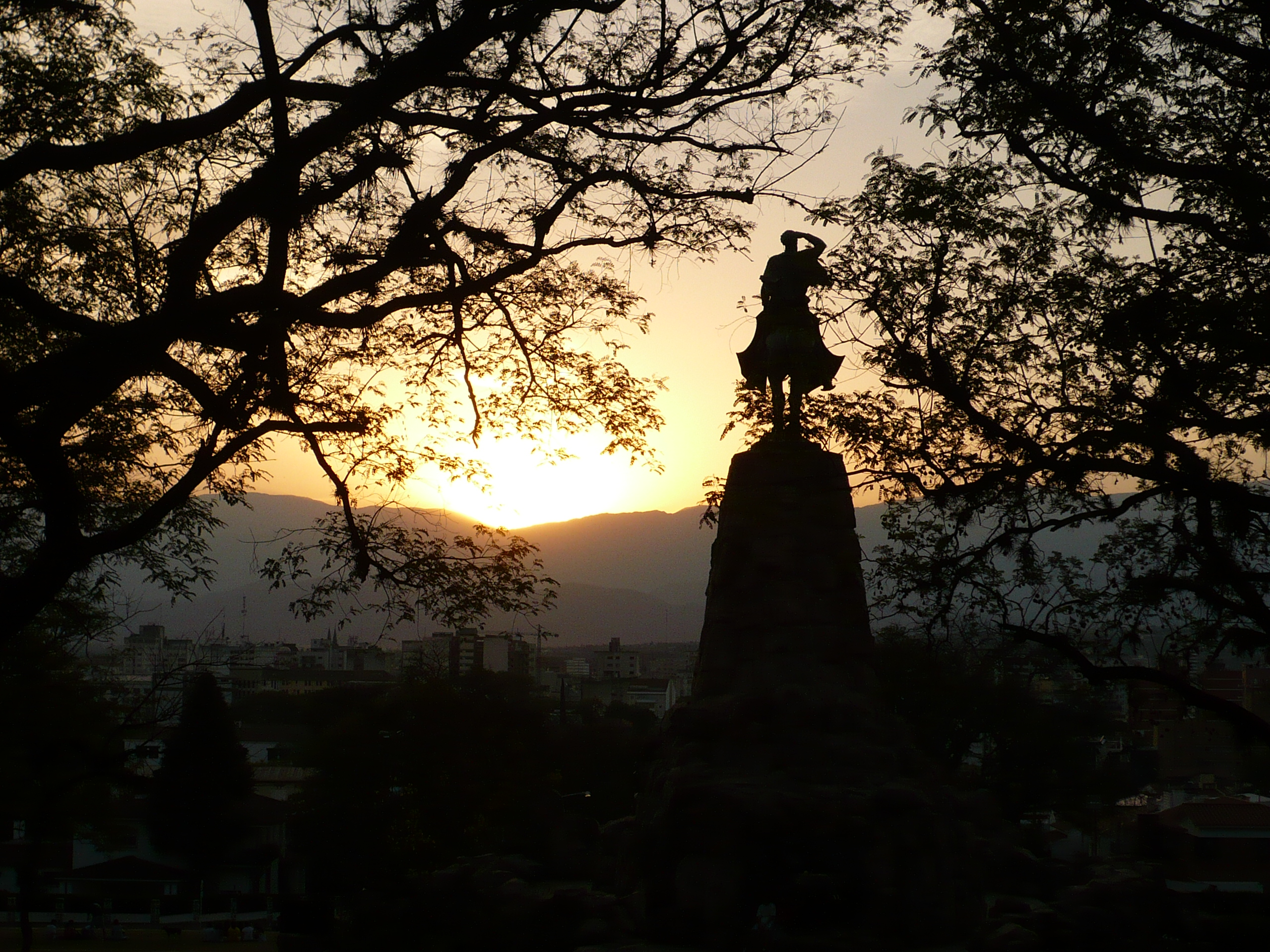
Monumento al Héroe Gaucho.

La vuelta de Güemes a Salta se debía, además de a motivaciones militares, también a razones políticas: el gobierno central recaudaba toda clase de auxilios de la provincia de Salta, pero éstos eran exclusivamente para el Ejército del Norte, que cada vez que era derrotado se replegaba sobre Tucumán, dejando a Salta inerme y empobrecida. Por otro lado, parte importante de los miembros de la élite salteña preferían mantener sus antiguos negocios con el Alto Perú, para lo cual necesitaban que Potosí y Salta estuvieran bajo el mismo gobierno, y la defensa fronteriza que ejercía Güemes era un obstáculo. Ese grupo, que más tarde se autodenominaría la "Patria Nueva" no era necesariamente afín a los realistas, pero si la reconquista del Alto Perú se demostraba imposible, entonces preferirían a éstos.
Desde abril de 1815, la noticia del derrocamiento del director supremo Carlos María de Alvear encontró en Salta una situación política crítica: el gobernador Hilarión de la Quintana había acompañado a Rondeau en la campaña al Alto Perú, dejando un delegado que a su vez había delegado el mando en el alcalde de primer voto del cabildo colonial. Además, la revolución había nombrado director supremo al propio Rondeau, que ejerció ese cargo solamente en las provincias del norte, mientras que en la capital, Córdoba y en Cuyo gobernó el sustituto Ignacio Álvarez Thomas, y las provincias del Litoral se iban levantando contra el gobierno central formando gobiernos federales bajo la dirección de José Artigas.
Güemes llegó a Salta, y la presencia de sus milicianos gauchos alentó al pueblo, que salió a la calle a pedir al cabildo el nombramiento de un gobernador titular. Además de ser el único candidato a la vista, Güemes tenía a su favor la presencia de su hermano mayor, el doctor Juan Manuel de Güemes, uno de los alcaldes del cabildo para ese año, que eligió a Martín Miguel de Güemes con el título de gobernador intendente de Salta, jurisdicción integrada entonces por las ciudades de Salta, San Salvador de Jujuy, Tarija, San Ramón de la Nueva Orán y varios distritos de campaña. Era la primera vez que las autoridades de Salta eran elegidas por los propios salteños.
Impuso contribuciones patrióticas al pueblo salteño y jujeño, especialmente a los comerciantes y hacendados, que ya venían siendo demandados desde el Éxodo Jujeño. Esta medida fue resistida por el sector más acaudalado y con fuertes vínculos con el Alto Perú, que empezó a formar una oposición denominada "Partido de la Patria Nueva" en Salta. Además de españoles, había familias criollas con fuertes lazos comerciales y familiares con el Virreinato del Perú, por entonces foco realista en América. Este sector —si bien no estaba enfrentado a la causa del gobierno patrio— era partidaria de firmar acuerdos para evitar invasiones, lograr la paz y evitar onerosas contribuciones patrióticas. 
Sin embargo, Güemes contó con el apoyo de su hermana María Magdalena "Macacha" Güemes, de su madre la jujeña María Magdalena Goyechea, perteneciente al «Clan de los Infinitos», denominada "La Tesorera" y muchas familias patricias españolas y criollas de Salta y Jujuy afines con la causa patriótica y por parentesco con Güemes, por ejemplo los Gorriti, el noble marqués de Yavi, Juan José Feliciano Fernández Campero, dueño de vastos dominios en la Puna jujeña y Tarija, los Puch, los Del Portal, los Goyechea, los Saravia, los Latorre, quienes integrarían el partido de "la Patria Vieja".
El cabildo de Jujuy aceptó la autoridad de Güemes como gobernador de la provincia, pero nombró su propio teniente gobernador, Mariano de Gordaliza. Por parte de su madre Magdalena Goyechea, Güemes tenía fuertes lazos también con los patriotas jujeños, como sus lugartenientes José Ignacio Gorriti en la ciudad de Jujuy y el Pachi Gorriti en el Valle de Lerma. En la Puna y Tarija contaba con el apoyo del patriota y coronel Juan José Feliciano Fernández Campero marqués de Yavi, baluarte de la causa patriótica. El mismo era el hombre de confianza de Belgrano, como puede verse en la correspondencia entre ambos.
Dos semanas después de asumir el gobierno, el 15 de julio de 1815, Güemes contrajo matrimonio en la catedral de Salta con Carmen Puch, hija de un rico comerciante vasco y vecino de Salta, Domingo Puch Izuleta, que supo también transformarse en sostén de la causa patriótica. Con su cónyuge tuvo tres hijos: Martín, Luis e Ignacio.

## Pacto de Cerrillos. Conflicto con Rondeau
Poco después de la llegada de Güemes al poder, llegaron al norte algunos refuerzos al mando de Domingo French, consistentes en dos regimientos, al mando de éste y de Juan Bautista Bustos. Güemes, suponiendo —con fuertes razones para hacerlo— que intentarían derrocarlos, los negó el paso. No obstante que igualmente no habrían llegado a combatir en Sipe Sipe, al retroceder hacia el sur, Rondeau supo que las armas que había dejado en Jujuy estaban en manos de Güemes y que sus refuerzos habían sido detenidos, de modo que lo imputó como traidor ante el Directorio. En cierta forma, lo hizo también para justificar las derrotas sufridas y el consiguiente desánimo del Ejército que dirigía.
A continuación, Rondeau marchó sobre Salta y puso sitio a la ciudad; no obstante, los gauchos de Güemes cercaron a su vez a su ejército en las afueras de la capital provincial, hasta que el jefe del Ejército del Norte terminó por firmar con Güemes el denominado Pacto de los Cerrillos, reconociéndolo como Gobernador y encargándole la defensa de la frontera noroeste. Rondeau se retiró a Tucumán, y pocos semanas más tarde fue reemplazado como director supremo por Antonio González Balcarce, y poco después por Juan Martín de Pueyrredón. Como jefe del Ejército del Norte quedó nuevamente en manos de Belgrano.
El éxito de Güemes en rechazar los avances realistas a principios de 1816 favoreció la declaración de independencia de la Argentina, que tuvo lugar el 9 de julio de 1816 en la ciudad de San Miguel de Tucumán.

## La Guerra Gaucha
El Pacto de los Cerrillos aseguró la situación de los territorios controlados hasta ese momento por los patriotas argentinos pero, a partir de entonces, Güemes debió afrontar solamente con los recursos económicos y humanos de su provincia la defensa del Norte.
Con algunos cuerpos militares profesionales, con los Infernales (denominación dada por Güemes al cuerpo de gauchos), fabricación de pólvora y obuses en Jujuy y Salta, combates cortos y violentos de la caballería de los heroicos gauchos del Noroeste Argentino, que ya estaban entrenados en las batallas de Tucumán y Salta, se libraron 237 batallas en suelo salteño y jujeño —registradas por el historiador y coronel Emilio Bidondo— y se rechazaron 10 invasiones realistas —según los historiadores Mitre, Ricardo Rojas y Atilio Cornejo. 
El 3 de agosto de 1816 el general Belgrano le envió una carta, siendo esta la correspondencia más antigua que se conserva entre ambos próceres.

Mi estimado paisano y amigo:

El Congreso me ha pasado una representación de usted y otra del Marqués para auxilios. En cuanto al dinero que usted solicita, dispondré inmediatamente, y en cuanto a los caballos se harán las más vivas diligencias para obtenerlos, lo que me parece difícil es que estén gordos en la estación presente como Ud. sabe; pero no quedará por falta de encargo, y presenciar lo que se mande. El pensamiento de Ud. es excelente; conviene animar la moral del soldado con pequeñas victorias y creo que tal vez pueda tener Ud. una que le llene de gloria y no menos restituya el concepto a nuestras armas que por desgracia está muy abatido. Me apuran los instantes, y sólo puedo decir a Ud. que soy su
 
Manuel Belgrano.

Toda la población participaba en la lucha: los hombres actuaban como guerreros, mientras que las mujeres, los niños y los ancianos lo hacían como espías o mensajeros. Las emboscadas se repetían en las avanzadas de las fuerzas de ataque, pero más aún en la retaguardia y en las vías de aprovisionamiento. Cuando los realistas se acercaban a un pueblo o a una hacienda, los habitantes huían con todos los víveres y el ganado, junto a todo lo que pudiese ser útil al enemigo. Esta clase de lucha fue efectiva, pero arruinó la economía salto jujeña, dependiente del comercio de efectos de Castilla, mulas y carretas hacia el Alto Perú. Las clases populares preferían la independencia y este descalabro económico a las crueldades de los realistas. Entre la clase de hacendados patriotas de Salta y Jujuy también tuvo un gran apoyo, aunque no todos sus miembros preferían sacrificar sus intereses económicos. 
Por su parte, el Ejército del Norte lo apoyó con pequeñas partidas de militares profesionales y con una campaña de distracción al mando del coronel Gregorio Aráoz de Lamadrid, que llegó hasta Chuquisaca, pero que terminó en un desastre. Finalmente, el gobierno de Pueyrredón dedicó todos sus esfuerzos por volver a la obediencia a las provincias federales y a apoyar la campaña libertadora de San Martín a Chile y el Perú.
No hubo ningún apoyo económico del Directorio, de modo que las contribuciones patrióticas locales fueron comunes como forma de sostener la Guerra Gaucha. También se vio obligado a emitir moneda propia: desde 1817, Güemes permitió la circulación en el noroeste argentino de moneda de plata de baja ley creada por particulares —conocidas como “moneda de Güemes” o “moneda feble”— con artículos de plata extraídos de bienes de simpatizantes realistas y de las iglesias, que luego legalizaría el 26 de octubre de 1817 mediante una contramarca formada por un monograma que decía "Patria". Pero como los comerciantes se negaban a recibirla por haber sido expresamente prohibidas por el director Supremo, fueron invalidadas el 24 de mayo de 1818, aunque quizá hayan circulado ilegalmente hasta 1819. El área en donde se usaron dichas monedas incluía a los actuales territorios de Tarija, Atacama, Jujuy, Salta, Tucumán, Catamarca y Santiago del Estero.
Las milicias de Güemes contaban con una organización militar reglada, cuyo origen se remontaba al Ejército del Norte belgraniano y las batallas de Tucumán y Salta, cuando Belgrano creó diversos cuerpos militares:
- el Regimiento de Patriotas Decididos formado por los patriotas de Salta, Tucumán y Jujuy;
- la "División Infernal de Gauchos de Línea" o "Los Infernales", formados por los gauchos de las haciendas de Salta y Jujuy;
- los "Dragones de la Patria" que eran una caballería formada por Belgrano con soldados especializados en el uso de armas de fuego y granadas;
- el Regimiento de Pardos y Morenos, que constituían el grueso de la infantería local.

Y no hay que obviar la introducción de cuerpo de Ingenieros, que ya había formado Belgrano en el [Ejército del Norte con el Barón de Holmberg y que en 1817 seguía formando parte del Estado Mayor con el ingeniero Felipe Bertrés, fundamentales para la estrategia y logística del campo.
Contra la versión historicista rioplatense de que la Guerra Gaucha fueron milicias desorganizadas formada por las montoneras y gauchos, puede verse que Güemes, militar de profesión, siguió el ejemplo de Belgrano y San Martín.
Las milicias de Güemes contaban con un Estado Mayor y cuadros superiores organizados, entre los que se encontraban el marqués de Yavi en la Puna y Tarija, el coronel Pérez de Uriondo, responsable militar de Tarija, el general Manuel Arias, a cargo de Orán, y el coronel José María Pérez de Urdininea, proveniente de las filas del Ejército del Norte, en Humahuaca. En el valle de Jujuy estuvieron los coroneles Domingo Arenas, ubicado en Perico, y el teniente coronel Eustaquio Medina, a cargo del río Negro. Más movilidad tenían otros jefes, como José Ignacio Gorriti, Pablo Latorre o José Antonio Rojas. El frente de combate a su cargo tenía una extensión de más de setecientos kilómetros, desde la localidad de Volcán, en Jujuy, hasta más allá de San Ramón de la Nueva Orán. Dicho frente se conoció como Línea del Pasaje.
El papel de Güemes en el conjunto era el de organizar la estrategia militar general y financiarla, además de asumir el mando político de toda la Intendencia de Salta del Tucumán y tratar de mantener la unidad entre los caudillos de cada provincia, que comenzaban a buscar su propia autonomía —algunos firmando armisticios por separado con los realistas, como los Uriburu en Salta— y otros a rebelarse por las contribuciones patrióticas a la Guerra Gaucha.
Sus detractores y algunos historiadores del siglo XIX lo acusaron injustamente de cobardía por no entrar en batalla siempre con sus milicias. Otros reconocen motivos distintos: además de la posición estratégica y política que debía mantener, se ha afirmado que Güemes era hemofílico, por lo que cualquier herida menor resultaría mortal; apoya esta hipótesis el hecho de que moriría desangrado tras varios días de agonía, por la herida de fusil infligida en la celada que los realistas y partidarios realistas le tendieron en Salta en 1821.

## Las invasiones realistas entre 1816 y 1821
El general Pezuela, que había vencido a Belgrano y Rondeau, se retiró a Lima para asumir el mando del Virreinato del Perú. Al frente del Ejército Real del Perú quedó el experimentado mariscal José de la Serna e Hinojosa, recientemente arribado desde España con gran cantidad de refuerzos. Primeramente debió vencer a las «republiquetas», grupos autónomos que operaban en el Alto Perú, lográndolo con mucha dificultad; pero tras la ejecución de líderes poderosos y prestigiosos como los coroneles Manuel Ascensio Padilla e Ignacio Warnes, inició su marcha al frente de 5500 veteranos de guerra. Ocupó sucesivamente Tarija, Jujuy y Salta, y desde allí ocupó también los pueblos de Cerrillos y Rosario de Lerma. Güemes ocupó la Quebrada de Humahuaca con sus tropas, aislando al ejército realista de sus bases, y rodeó la ciudad de Salta, dejando a los invasores sin víveres. Cada vez que los realistas salían de las ciudades de Salta y Jujuy eran atacados reiteradamente —en ocasiones, varias veces al día— por ataques rápidos de los gauchos, que imposibilitaban al enemigo retirarse con el botín de sus saqueos y causaban sensibles bajas en sus filas. Así fue que sus subordinados vencieron a uno de los regimientos españoles en el combate de San Pedrito —actualmente un barrio de la ciudad de Jujuy— y el propio Güemes a numerosas fuerzas en la batalla del Bañado, cerca de Salta, entre otros combates menores. De la Serna se vio obligado a retirarse, hostigado continuamente por las partidas gauchas.

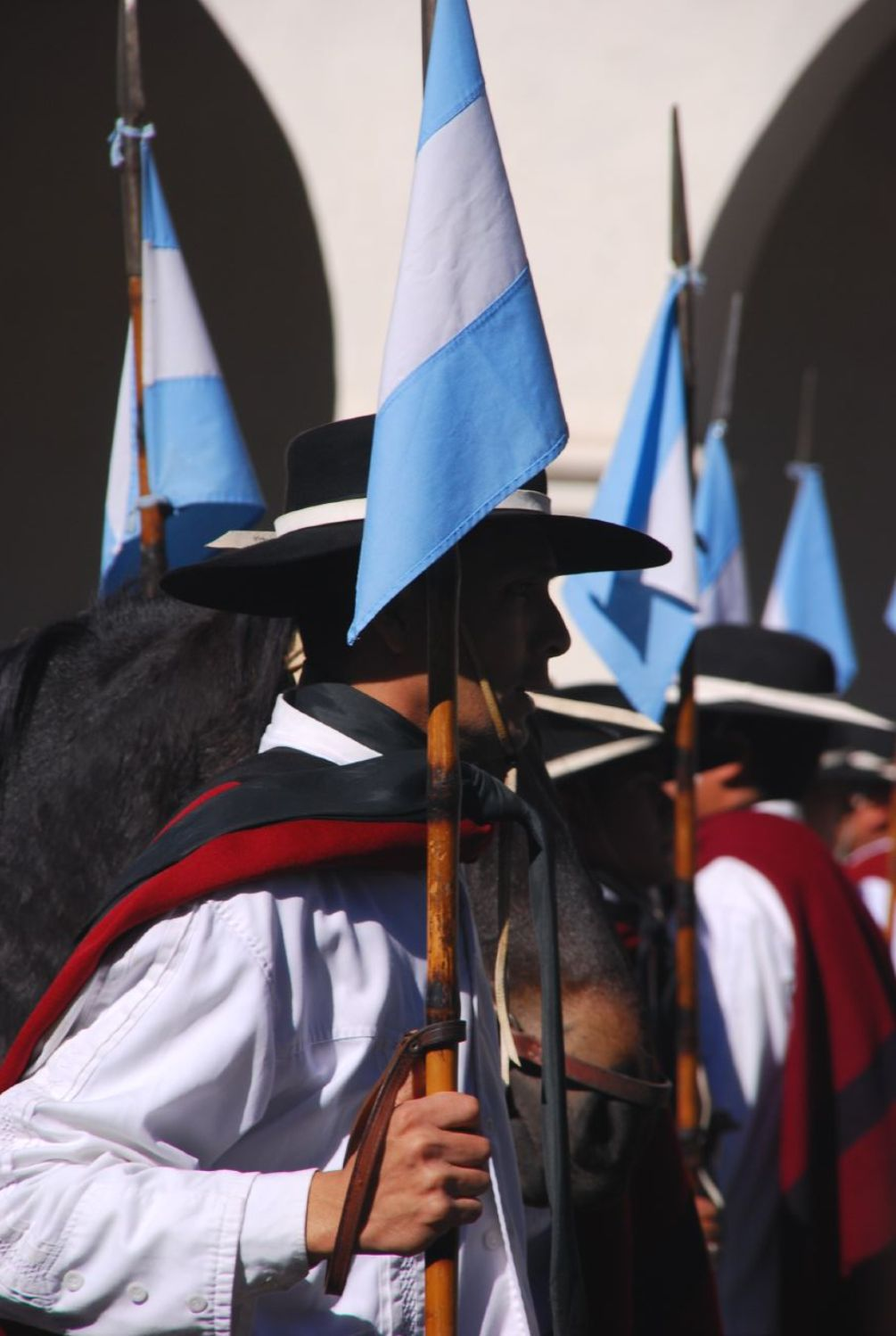
Gauchos de Güemes.

Meses después, el general Pedro Antonio Olañeta, Mariscal de Campo del Ejército Realista, volvió al ataque y capturó al lugarteniente de Güemes en Jujuy y Tarija, el coronel Fernández Campero, marqués de Yavi, pero esta nueva invasión pudo ser rechazada.
Desde el 11 de junio de 1817, también el territorio de Chichas quedó bajo el control de los independentistas. Aunque poco después sufrieron una nueva invasión realista desde el norte en 1818, dirigida por Olañeta y Valdés, y otra más en 1819, comandada por Olañeta.
Otra invasión realista importante fue la que mandó De la Serna, a mando del general Juan Ramírez Orozco, que en junio de 1820 avanzó con 6500 hombres y tomó Jujuy y Salta. Como en todas las invasiones anteriores y posteriores, los gauchos de Güemes obligaron a sus enemigos a retroceder, no sin sufrir pillajes y saqueos.
La Republiqueta de Tarija obtuvo una importante victoria el 15 de abril de 1817 en la batalla de La Tablada de Tolomosa. Desde entonces, las fuerzas gauchas locales al mando de Francisco Pérez de Uriondo, Eustaquio Méndez y José María Avilés controlaron la ciudad y continuaron la lucha defensiva.

## Guerra contra Tucumán y Revolución del Comercio
Güemes había acordado con San Martín sobre la estrategia de atacar Perú —donde estaba el foco realista— desde Chile, convencidos ambos tras las diversas expediciones al Alto Perú que ese territorio no era de fácil conquista. Para ello era necesario realizar el Cruce de los Andes y como necesidad básica, San Martín precisaba tener las retaguardia en la frontera Norte (Salta, Jujuy y Tarija) cubierta, con fuerzas activas capaces de contener y vencer a De la Serna y Olañeta, manteniendo así lejos de Lima un importante contingente realista. La persona más indicada para dirigir esas operaciones era Güemes, y San Martín lo nombró general en jefe del Ejército de Observación. El salteño estaba continuamente informado sobre los movimientos de San Martín en la campaña del Pacífico, y cuando este desembarcó en la costa peruana, decidió avanzar hacia el Alto Perú.
Desde 1812, la Intendencia de San Miguel de Tucumán había debido sostener económicamente y con alimentos al inmovilizado y disminuido Ejército del Norte, acantonado allí. Cuando la mayor parte de esas tropas marcharon hacia el sur para enfrentar a los federales, los líderes tucumanos continuaron sosteniendo la pequeña guarnición dejada allí por Belgrano, a la espera de su regreso tras la prometida fácil campaña contra éstos, que no llegó a producirse. De esta manera, Tucumán logró algún grado de recuperación económica, y no apoyó de ninguna forma a la provincia de Salta, que cargaba con el peso de la guerra.
Desde comienzos del año 1820, con la expansión de la llamada Anarquía del Año XX, Güemes ya no podía contar con el gobierno central, que se había disuelto en febrero de 1821. Del Ejército del Norte, sublevado en la provincia de Santa Fe poco antes, quedaban sólo pedazos: la mayor parte fue a estacionarse en la provincia de Córdoba bajo el mando del nuevo gobernador Bustos, mientras que pequeñas porciones habían sido enviadas a Buenos Aires, Santiago del Estero y a Tucumán. Al frente de esta última partida llegó a la capital tucumana el teniente coronel Alejandro Heredia, también tucumano. A principios de 1820, el gobernador tucumano Bernabé Aráoz —el mismo que había acompañado a Belgrano en la batalla de Tucumán— había organizado una «República del Tucumán», que debía incluir también a Catamarca y Santiago del Estero. Heredia esperaba que lo ayudara a reconstruir el Ejército del Norte, pero Aráoz prefirió conservar sus recursos para aplastar la oposición interna, tanto en la capital como en Catamarca y Santiago del Estero. De modo que Heredia continuó su camino hacia Salta con una pequeña partida de soldados y oficiales. Poco después, en efecto, tras un primer fracaso, Santiago del Estero volvió a sublevarse bajo el mando del coronel Juan Felipe Ibarra, que asumió el cargo de gobernador de la [provincia de Santiago del Estero]]. Aráoz dirigió un importante ejército contra él, pero debió retroceder debido a las noticias llegadas desde Salta.
Ibarra pidió auxilio a Güemes para sostener la autonomía de su provincia contra Aráoz. El gobernador salteño exigió que se le remitiera todo el personal y armamento del Ejército del Norte, convencido de que Tucumán debía colaborar con la Guerra Gaucha, y que nunca lo había hecho. Aráoz se negó, por lo que Güemes envió una división de 2000 hombres provenientes de Salta, San Carlos y Rosario de la Frontera, que partió rumbo a Tucumán a fines de febrero; dejando temporalmente el frente de Salta, Jujuy y Tarija indefenso a mano de los realistas dirigidos por Pedro Antonio Olañeta|Olañeta. Las fuerzas de Güemes, dirigidas por Alejandro Heredia, sufrieron una completa derrota en la batalla de Rincón de Marlopa, del 3 de abril de 1821. Pese a que los salteños lograron ocupar San Fernando del Valle de Catamarca, se vieron obligadas a retirarse, tras lo cual esta ciudad y su jurisdicción quedaron nuevamente sometidas a Tucumán hasta 1823. Pero, gracias a la campaña de Heredia, Ibarra logró expulsar definitivamente a los tucumanos de Santiago del Estero. La República del Tucumán desapareció definitivamente en agosto de 1821 y la provincia quedó sumida en el caos.
Estas luchas internas restaban recursos económicos y militares para el plan delineado por San Martín y sostenido por Güemes, de defender la frontera hasta la conquista de Lima y luego avanzar sobre el Alto Perú.
Güemes no participó en la campaña de Heredia, pero debió recorrer el interior de la provincia en su apoyo. 
Aprovechando esta situación, las fuerzas realistas comandadas por Olañeta invadieron nuevamente Salta y Jujuy. El 24 de mayo de 1821 estalló en Salta la llamada Revolución del Comercio, dirigida por la facción denominada "Patria Nueva", formada por ricos hacendados criollos y funcionarios españoles, cansado de pagar las contribuciones patrióticas que requería el gobernador Güemes, de los perjuicios de la guerra en el comercio e indefensos ante la ausencia de las milicias güemesinas. Encabezada por el cabildante Evaristo de Uriburu, depuso a Güemes de cargo de gobernador de la provincia y firmó un Armisticio con Olañeta, que inició la marcha del ejército realista hacia Salta.
Al regresar Güemes a Salta, los revolucionarios se dispersaron y el gobernador recuperó su cargo. Si bien permitió —por única vez— que sus gauchos saquearan los comercios y haciendas de la facción realista, lo que fue criticado como acto barbárico.

## Su muerte

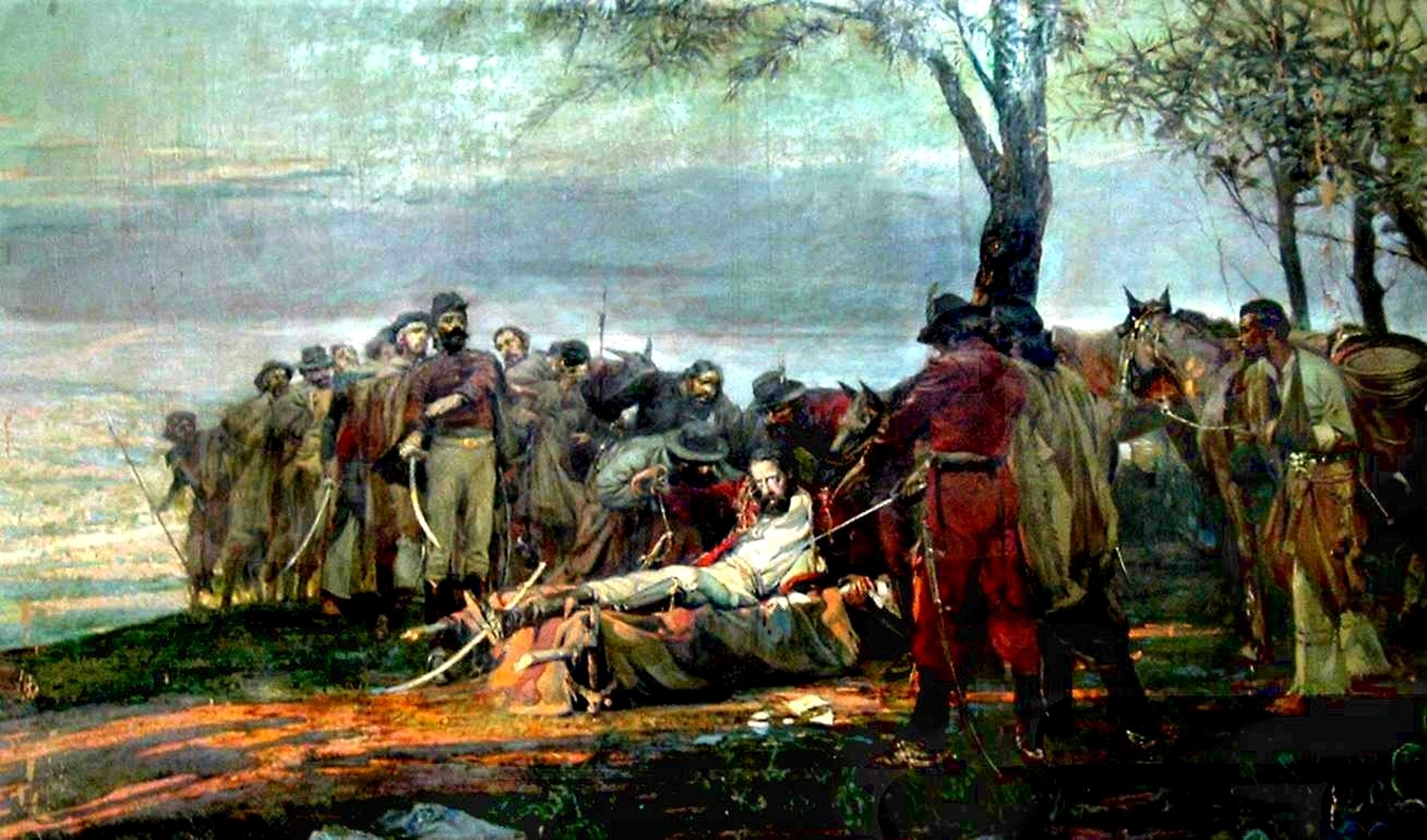
La muerte de Güemes, pintura al óleo del pintor argentino Antonio Alice (1910).

Desde Yavi, Olañeta envió al mando del oficial José María Valdez, alias "Barbarucho", una partida de 300 hombres, acompañado por miembros de la familia realista Archondo, que avanzó por la Puna —por el "camino del despoblado"— y bajó de la sierra directamente sobre Salta por la Quebrada del Toro. Al caer la noche del 7 de junio, los realistas ingresaron a Salta. Sorprendido, Güemes intentó una defensa, pero fue rodeado por los invasores en el Tagarete del Tineo, lugar de la actual calle Balcarce, y herido de bala en un glúteo.
Algunos historiadores —Frías entre ellos— suponen que tanto el aviso al realista Olañeta de la presencia de Güemes en su casa familiar de Salta, como la inadvertida llegada del Barbarucho a Salta, como la celada en sí, no hubiera podido ser posible sin la connivencia de los enemigos de Güemes, de la facción de la "Patria Nueva".
Tras reunir unos pocos seguidores, Güemes llegó hasta una hacienda a dos leguas al sudeste de la ciudad, en plena selva. Agonizante, pocos días después recibió a dos oficiales realistas que le ofrecieron trasladarlo a Buenos Aires, donde recibiría el mejor tratamiento, con la condición de ordenar el alto el fuego contra los realistas y respetar el Armisticio espurio que había firmado la facción de la "Patria Nueva" con Olañeta. Sin responder a los enviados y en su presencia, Güemes reunió a sus oficiales y les pidió que jurasen que nunca aceptarían «ningún tipo de trato para beneficiar al enemigo en suelo patrio»; pedido que fue respondido con el entusiasta juramento de los oficiales y gauchos salteños.
Güemes murió el 17 de junio de 1821, a los 36 años de edad, en la Cañada de la Horqueta, cerca de la ciudad de Salta. No es seguro que la causa de su muerte haya sido la hemofilia, aunque su larga agonía parece indicarlo. En el momento de su muerte yacía a la intemperie sobre un catre improvisado por el capitán de gauchos Mateo Ríos. Luego su cadáver fue inhumado en la capilla del Chamical. Martín Miguel de Güemes fue el único general patriota caído en territorio argentino en la Guerra de la Independencia contra los realistas.
Desde que supo de la muerte de su esposo, Carmen Puch se encerró en su habitación de la finca de su familia, sin recibir ni responder a nadie. Falleció el 3 de abril de 1822, a los 25 años de edad, y la tradición afirma que se dejó morir de hambre.

## La gloria póstuma

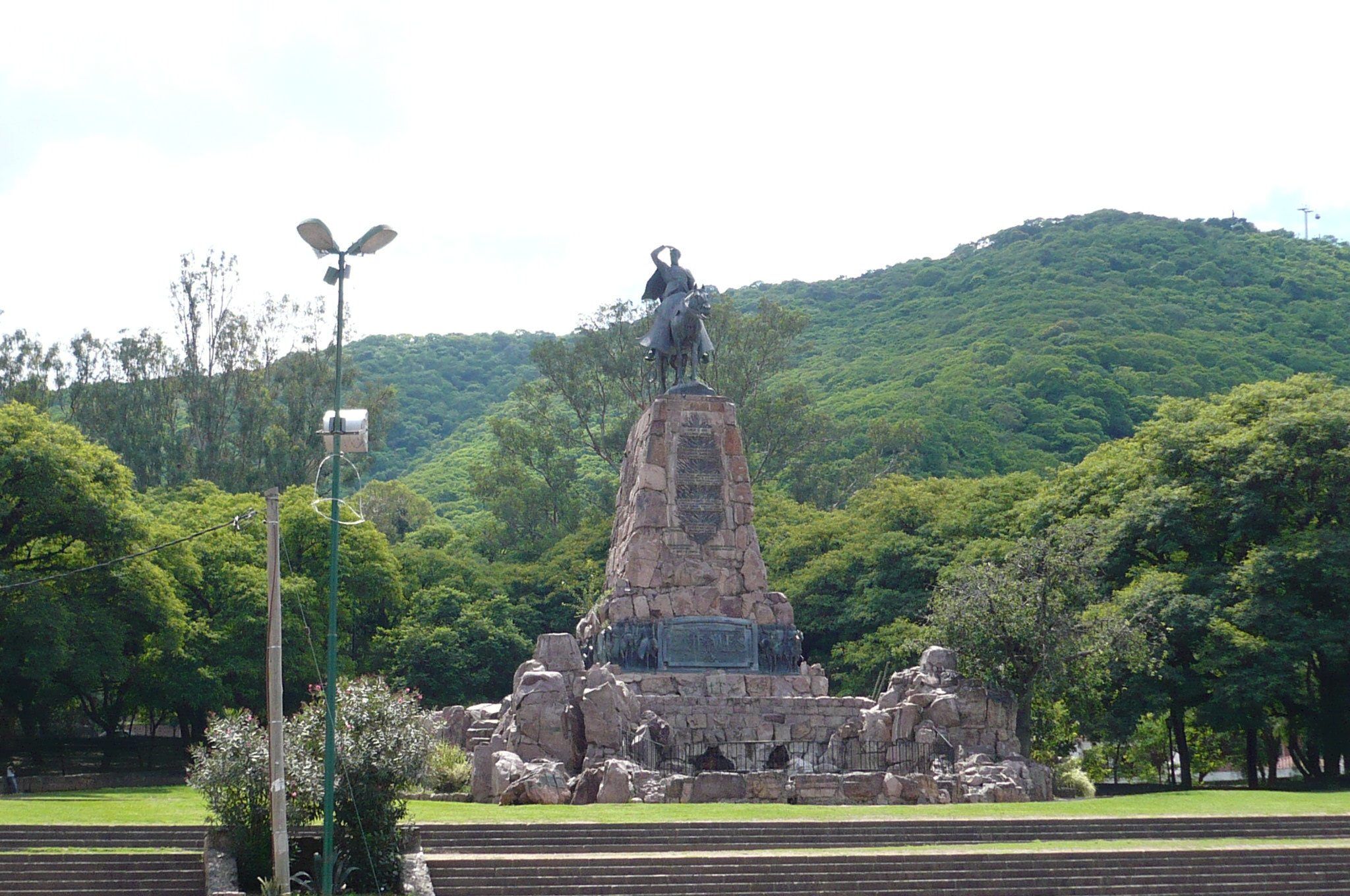
Monumento a Güemes en la ciudad de Salta.

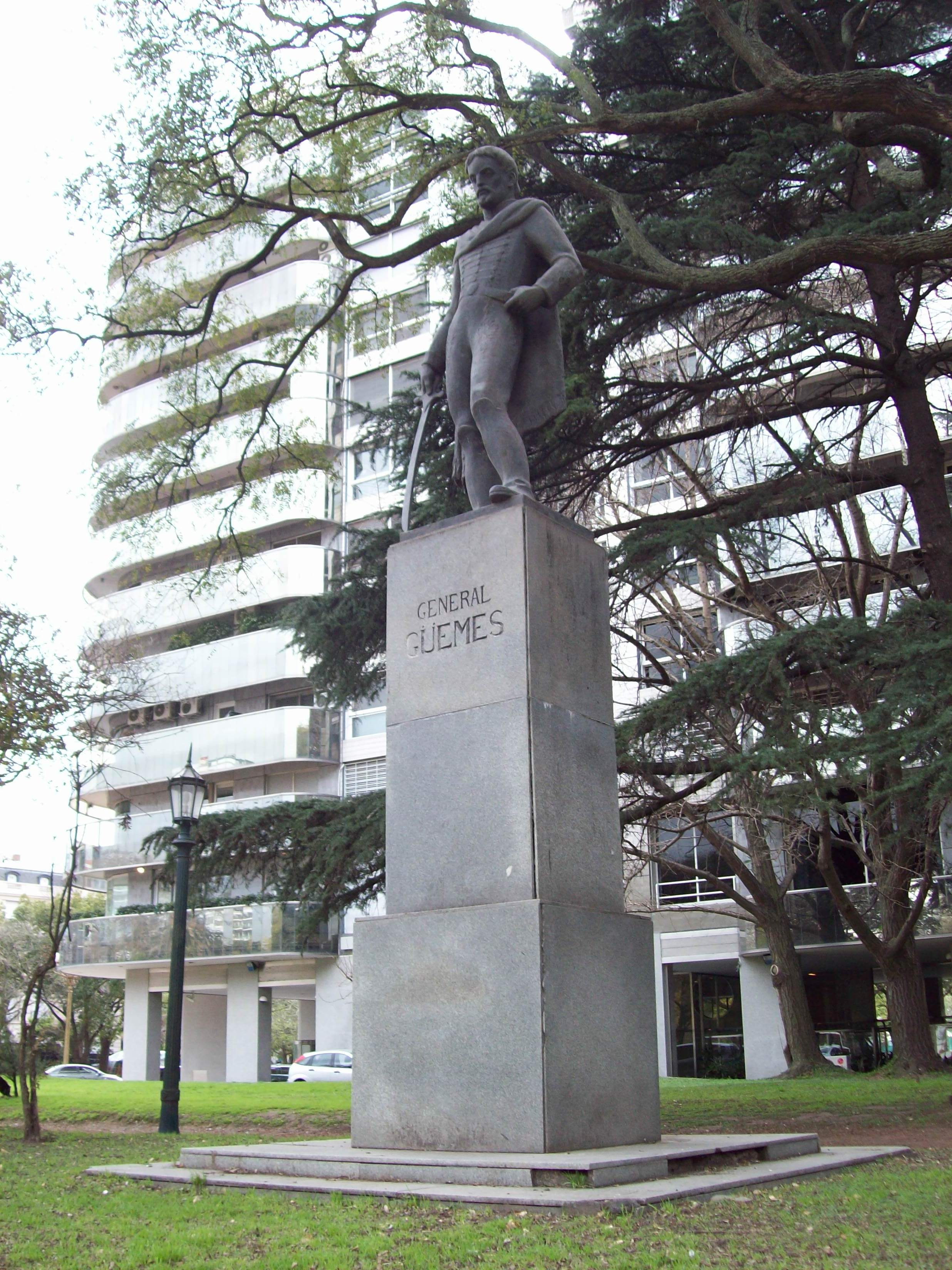
Monumento al General Güemes en la Plaza Chile, Buenos Aires.

Apenas unas semanas después de la muerte de Martín Miguel de Güemes, sus hombres obligaron al ejército realista a levantar el sitio de Salta, dirigidos por el coronel Jorge Enrique Vidt. Si bien hubo luego dos invasiones realistas en el norte argentino, las mismas fueron rechazadas por los lugartenientes del Ejército de Observación, especialmente por Gorriti. Los realistas fueron definitivamente vencidos en la batalla de Tumusla, en 1825, y se rindieron completamente unos días más tarde. Sin haber logrado avanzar sobre el Alto Perú, de todos modos Güemes había mantener el norte argentino en manos independentistas y mantener ocupado en el sur un importante ejército realista.
Estratégicamente, la actuación de Güemes en la guerra de la Independencia argentina fue crucial: sin su tenaz y sacrificada resistencia militar y su fuerte acción política no hubiera sido posible mantener cohesionada y defendida la frontera Noroeste de la actual Argentina, ni hubiera sido posible mantener un frente defensivo para la campaña del Ejército de los Andes del general San Martín, que permitió obtener tanto la Independencia de Chile como la posterior Independencia del Perú. Bajo su mando, las ciudades de Salta y Jujuy y su campaña defendieron al resto de las así llamadas "provincias de abajo" sin ayuda exterior, y con limitado apoyo del Directorio.
En Buenos Aires, la noticia de su muerte no causó mayor impacto, ya que la elite porteña sólo buscaba su propio provecho. Un periódico de esa ciudad llegó a publicar en su portada:

Murió el abominable Güemes. Ya tenemos un cacique menos.

Durante la mayor parte del siglo XIX, tanto en Salta como en el resto de la Argentina, la figura de Güemes fue interpretada solamente como la de un caudillo que había soliviantado a las masas campesinas contra la élite española y criolla realista, situación que el patriotismo demostrado a lo largo de su actuación política y militar no alcanzaba a compensar.
A principios del siglo XX, esa imagen comenzó a cambiar a través de su más conocido biógrafo: Bernardo Frías quien presentó la vida de un jefe militar y político patriótico y desinteresado, capaz de movilizar a la masas en contra del enemigo, y organizar un ejército, aunque no intentó librarse de la visión elitista de la sociedad, ya que mostraba poco aprecio por los gauchos del norte argentino, tan queridos por el Belgrano y por Güemes. Historiadores locales de la talla de Atilio Cornejo y Emilio Bidondo, con la descripción de los hechos políticos y militares de la Guerra Gaucha, permitirían también que Güemes surgiera como un heroico y esforzado jefe político y militar, prócer no solo de la provincia de Salta, sino con proyección nacional por su contribución en la independencia y organización de la República Argentina.

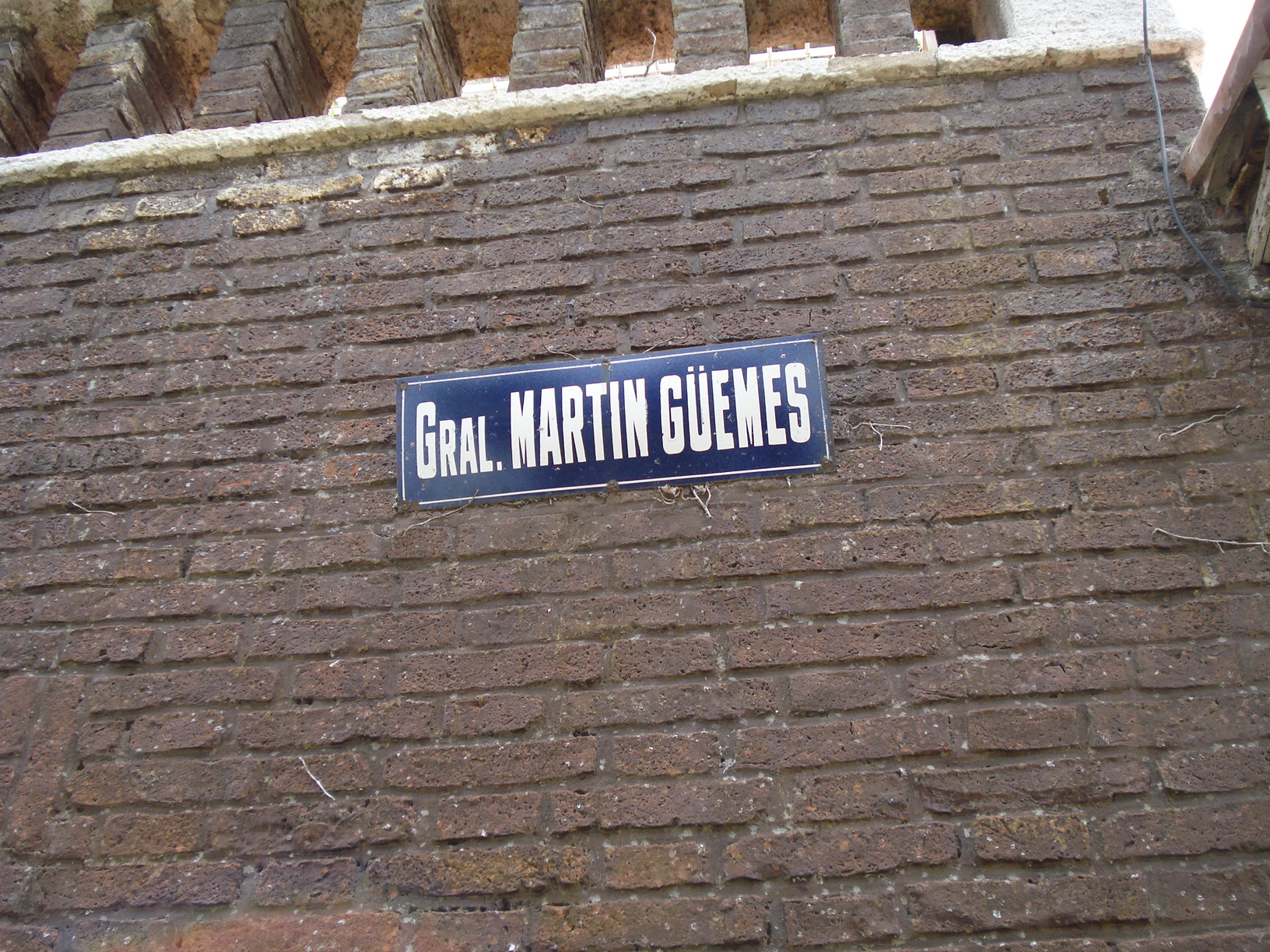
Calle Gral. Martín Güemes en la localidad bonaerense de Vicente López, en el partido homónimo.

Su gesta militar fue recordada por el escritor Leopoldo Lugones como la guerra gaucha, nombre con que se la conoce desde entonces. Una de sus biografías más extensas es la de Atilio Cornejo, que sigue la línea tradicional, así como la monumental obra "Güemes documentado", de su descendiente Luis Güemes, publicada en trece tomos.
En el último tercio del siglo XX, los estudios históricos sobre la gesta güemesiana concluyeron que el aporte de Güemes a la lucha por la Independencia Sudamericana fue esencial para la estrategia del "Plan Continental" llevado a cabo por José de San Martín. A principios del siglo XXI comenzaron a ser estudiadas en profundidad las características políticas de su gobierno, la estructura de lealtades en que se apoyaba y las razones de sus enemigos internos.
El Congreso de la Nación Argentina, conjuntamente con distintas instituciones nacionales y provinciales se abocaron a la tarea de reconocer la trayectoria del prócer mediante numerosas propuestas legislativas y acciones concretas de difusión y reconocimiento en el ámbito de sus competencias, entre ellas la Ley 25.172, que en 1999, declaró “Día Nacional de la Libertad Latinoamericana” el día 17 de junio de cada año, en conmemoración del Paso a la Inmortalidad del General Martín Miguel de Güemes, que tuvo su origen en varias iniciativas legislativas presentadas, especialmente la de legisladores salteños; la resolución DR-598/05 del Senado de la Nación que dispuso la publicación de un fascículo para esclarecer la vida de Martín Miguel de Güemes y la trascendencia de su papel protagónico en la Guerra de la Independencia; la Ley 26.125, de 2006, que declara al General Güemes “Héroe Nacional"; la nominación de “Gral. Güemes” a la Sala 1 de Comisiones ubicada en el segundo piso del edificio anexo “Juan Carlos Pugliese” de la Cámara de Diputados de la Nación; y la Ley 27.258 por la que se incorporó al calendario de feriados nacionales de Argentina el día 17 de junio de cada año en conmemoración de la Muerte del Héroe Nacional. También honra su nombre la Escuela de Gendarmería Nacional “General Don Martín Miguel de Güemes” en Ciudad Evita, provincia de Buenos Aires.
Sus restos descansan junto a los de su esposa en el Panteón de las Glorias del Norte de la República, ubicado en la Catedral Basílica de Salta.
Cada 17 de junio es feriado, desde 2014 en Salta y desde 2016 en toda la Argentina, en conmemoración del «Paso a la inmortalidad del General Don Martín Miguel de Güemes».
También se conmemora el 17 de junio la muerte de Güemes en el departamento de Tarija, mediante decreto supremo, desde 2019.[cita requerida] Se honra a Güemes por defender y recuperar Tarija de las fuerzas españolas y ayudar al montonero gaucho chapaco Eustaquio Méndez.